# ضدویروس ابری پاندا
ضدویروس ابری پاندا (به انگلیسی: Panda Cloud Antivirus) یک نرم‌افزار رایگان از سری نرم‌افزارهای امنیتی شرکت پاندا است. این نرم‌افزار بر پایه سامانه محاسبات ابری عمل می‌کند بدین معنی که اسکن فایل‌ها در یک ریموت سرور و در خارج از رایانه کاربر صورت می‌گیرد. سامانه محاسبات ابری در این نرم‌افزار بر پایه فناوری هوش یکپارچه است  که اولین بار توسط شرکت پاندا ارائه شده‌است.    

## ویژگی‌ها
این نرم‌افزار قادر به شناسایی ویروسها، تروجان‌ها، کرم‌های رایانه‌ای، جاسوس افزارها، دیالرها، ابزارهای هک و نرم‌افزارهای مخرب می‌باشد. ضدویروس ابری پاندا یک نوع جدیدی از نرم‌افزارهای امنیتی است که برای شناسایی نرم‌افزارهای مخرب تنها بر پایگاه اطلاعاتی خود اکتفا نمی‌کند و بر سامانه ابری، کاربران خود و فناوری هوش یکپارچه تکیه دارد. کاربران این نرم‌افزار برای استفاده مطلوب  باید به اینترنت متصل باشند در غیر اینصورت شناسایی بدافزارها تنها با استفاده از پایگاه اطلاعاتی ویروس‌های شناخته شده انجام می‌گیرد که به همراه نصب این نرم‌افزار بر روی رایانه کاربران ذخیره شده‌است.

## نقد و بررسی
ضدویروس ابری پاندا بعقیده کارشناسان نرم‌افزارهای امنیتی سبک و سریع است و در شناسایی بدافزارها به خوبی عمل می‌کند بطوری‌که در یک تحقیق انجام شده امتیازات آن در شناسایی بدافزارها و وب‌گاه‌های مخرب به ترتیب برابر ۹۸٫۸۷ درصد و ۷۱٫۴ درصد بود که نشان دهنده قدرت بالای این ضدویروس رایگان است. 
همچنین در بررسی‌های دیگر مشخص شد که حداکثر بار منفی این ضدویروس در مقایسه با سایر ضدویروس‌های معمول کمتر از نیمی از بار منفی ایجاد شده توسط آن ضدویروس‌ها  بر روی سیستم است و این ضدویروس تنها ۳ درصد از منابع سیستمی را اشغال می‌کند و ۱۸ مگابایت از فضای حافظه موقت سیستم را به خود تخصیص می‌دهد. کارشناسان علت این امر را استفاده از سامانه محاسبات ابری برای این نرم‌افزار می‌دانند. 

هنگامی که در نوامبر ۲۰۰۹ نسخه شماره یک این ضدویروس منتشر شد از نگاه منتقدان مجله پی‌سی مگزین عنوان برترین ضدویروس رایگان را کسب نمود.

## منبع
ویکی‌پدیای انگلیسی - Panda Cloud Antivirus